# بیت اطلاعات کاربر
در مخابرات، اطلاعات کاربر اطلاعاتی است که از کاربر منبع به سامانه مخابراتی برای تحویل به کاربر مقصد منتقل می‌شود. این اطلاعات، شامل اطلاعات بالاسری نیز می‌شود.
بیت اطلاعات کاربر شامل بیت‌های بالاسری ایجاد شده یا بیت‌های بالاسری دارای تاثیرات کاربردی اولیه در سامانه مخابراتی نمی‌شود.
بیت اطلاعات کاربر، کدگزاری می‌شود تا بیت کانال را ایجاد کند.